# Coteaux-de-miramont
Le coteaux-de-miramont, appelé vin de pays des coteaux de Miramont jusqu'en 2009, est un vin français d'indication géographique protégée (le nouveau nom des vins de pays) de zone du vignoble du Languedoc-Roussillon, produit autour de Carcassonne, dans l'Aude.

## Vignoble

### Présentation
Pour avoir droit à la dénomination “ Vin de pays des Coteaux de Miramont ”, 
les vins doivent être issus de vendanges récoltées sur le territoire des communes suivantes :
Arrondissement de Carcassonne
- Canton de la Montagne d'Alaric : Barbaira, Capendu, Comigne, Douzens, Floure, Fontiès-d'Aude, Marseillette, Moux, Saint-Couat-d'Aude.